# Marvin Schlegel
Marvin Schlegel (* 2. Januar 1998 in Frankenberg, Sachsen) ist ein deutscher Leichtathlet, der sich hauptsächlich auf Langsprints und Staffeln spezialisiert hat.

## Berufsweg
Schlegel ist Polizeimeister in der Sportfördergruppe der Landespolizei Sachsen.

## Sportliche Laufbahn
Marvin Schlegel spielte als Kind Fußball und wechselte im Alter von zwölf Jahren zur Leichtathletik, wo er beim LAC Erdgas Chemnitz ins Leistungszentrum kam.
2014 und 2015 wurde Schlegel im 400-Meter-Lauf Deutscher U18-Meister. 2016 konnte er diesen Erfolg in der höheren Altersklasse als Deutscher U20-Meister wiederholen.
International belegte Schlegel 2015 bei den U18-Weltmeisterschaften mit der 4-mal-400-Meter-Mixed-Staffel Rang 4 und kam 2016 bei den U20-Weltmeisterschaften mit der 4-mal-400-Meter-Staffel auf den 5. Platz.
2017 wurde er über 400 Meter Deutscher U20-Hallenvizemeister und holte Bronze auf der Stadionrunde bei den Deutschen U20-Meisterschaften. Auf dieser Distanz erreichte Schlegel in der höheren Altersklasse bei den Deutschen U23-Meisterschaften Platz 5 und nahm auch an den Halleneuropameisterschaften teil.
2018 kam Schlegel bei den Deutschen Hallenmeisterschaften der Aktiven über 400 Meter auf den Bronzerang, wurde Deutscher U23-Vizemeister und errang jeweils Platz 4 bei den Deutschen Meisterschaften auf der Stadionrunde und mit der 4-mal-400-Meter-Staffel.
2019 wurde er Deutscher Hallenvizemeister auf der 400-Meter-Distanz. Mit der Mixed-Staffel kam Schlegel bei den World Relays auf den 7. Platz. In der U23-Klasse wurde er Deutscher U23-Meister (400 m) und U23-Europameister (4 × 400 m). Bei den Aktiven konnte Schlegel auf der Stadionrunde Deutscher Vizemeister werden und nahm mit der Mixed-Staffel an den Weltmeisterschaften teil.
2020 wurde Schlegel mit persönlicher Bestleistung von 45,80 s Deutscher Meister über die Stadionrunde.
2021 nahm er an den Olympischen Spielen in Tokio teil. Dort erreichte er mit der Männer-Staffel über 4-mal 400 Meter den neunten Platz. Mit der 4-mal-400-Meter-Mixed-Staffel schied er bereits im Vorlauf aus.
2022 wurde er Deutscher Hallenvizemeister auf der 400-Meter-Distanz und mit persönlicher Bestleistung von 45,77 s Deutscher Meister im 400-Meter-Lauf.
Schlegel gehört zum Perspektivkader des Deutschen Leichtathletik-Verbandes (DLV).

## Vereinszugehörigkeiten
Marvin Schlegel startet für den LAC Erdgas Chemnitz und spielte vorher Fußball beim SV Einheit Bräunsdorf.

## Bestzeiten
(Stand: 31. Januar 2021)
Halle
- 60 m: 6,90 s, Chemnitz, 22. Dezember 2017
- 200 m: 21,76 s, Chemnitz, 20. Januar 2018
- 300 m: 33,27 s, Chemnitz, 10. Februar 2019
- 400 m: 46,57 s, Leipzig, 27. Februar 2022
- 4 × 200 m: 1:27,40 min, Halle (Saale), 27. Januar 2018

Freiluft
- 100 m: 10,74 s (+1,9 m/s), Berlin, 3. Juli 2020
- 200 m: 21,20 s (+0,9 m/s), Clermont (Florida), 28. April 2018
- 300 m: 33,86 s, Halle (Saale), 7. Mai 2017
- 400 m: 45,77 s, Berlin, 26. Juni 2022
- 4 × 100 m: 40,65 s, Göttingen, 28. August 2019
- 4 × 400 m: 3:03,37 min, Berlin, 10. August 2018
- 4 × 400 m Mixed: 3:17,85 min, Doha (Katar), 28. September 2019

## Erfolge
national
- 2014: Deutscher U18-Meister (400 m)
- 2015: 8. Platz Deutsche U20-Hallenmeisterschaften (200 m)
- 2015: Deutscher U18-Meister (400 m)
- 2016: Deutscher U20-Meister (400 m)
- 2017: Deutscher U20-Hallenvizemeister (400 m)
- 2017: 3. Platz Deutsche U20-Meisterschaften (400 m)
- 2017: 5. Platz Deutsche U23-Meisterschaften (400 m)
- 2018: 3. Platz Deutsche Hallenmeisterschaften (400 m)
- 2018: Deutscher U23-Vizemeister (400 m)
- 2018: 4. Platz Deutsche Meisterschaften (400 m und 4 × 400 m)
- 2019: Deutscher Hallenvizemeister (400 m)
- 2019: Deutscher U23-Meister (400 m)
- 2019: Deutscher Vizemeister (400 m)
- 2020: Deutscher Meister (400 m)
- 2022: Deutscher Hallenvizemeister (400 m)
- 2022: Deutscher Meister (400 m)

international
- 2015: 4. Platz U18-Weltmeisterschaften (4 × 400 m Mixed)
- 2015: Halbfinale U18-Weltmeisterschaften (400 m)
- 2016: 5. Platz U20-Weltmeisterschaften (4 × 400 m)
- 2017: Teilnehmer Halleneuropameisterschaften (400 m)
- 2019: 7. Platz IAAF World Relays (4 × 400 m Mixed)
- 2019: U23-Europameister (4 × 400 m)
- 2019: Teilnehmer Weltmeisterschaften (4 × 400 m Mixed)